# کسی هاربرت
کسی هاربرت (انگلیسی: Cassie Harberts؛ زادهٔ ۴ ژوئن ۱۹۹۲) بازیکن بسکتبال اهل ایالات متحده آمریکا است.